# راپسودی آبی
«راپسودی آبی» (به انگلیسی: Rhapsody in Blue)، یک قطعهٔ موسیقی است که جرج گرشوین آن را در سال ۱۹۲۴ برای پیانوی سولو و گروه جاز نوشته‌است.
گرشوین در سال ۱۹۲۲ اپرای جاز یک‌پرده‌ای «دوشنبه غمگین» را نوشت که گرچه ناموفق بود اما باعث شد پل وایتمن به او سفارش ساخت قطعه‌ای دیگر را بدهد که همان «راپسودی آبی» است. در آن زمان وایتمن قصد داشت با برگزاری کنسرتی، موسیقی آهنگین و عامه‌پسند دههٔ ۱۹۲۰ که هنوز (بدون دلیل موجه) جاز نامیده می‌شد را به یک سالن کنسرت رسمی بیاورد و نشان دهد که این ژانرها شایستهٔ توجه جدی هستند. در ۱۲ فوریه ۱۹۲۴ گرشوین در برنامهٔ وایتمن حاضر شد و برای اولین بار «راپسودی آبی» را با گروه او اجرا کرد. واکنش‌ها به اثر متفاوت بودند اما تا پایان آن‌سال گروه وایتمن هشتاد و چهار بار آن را اجرا کردند و طرفداران مشتاق یک میلیون نسخه از اجرای وایتمن/گرشوین را خریدند. با وجود دشواری پارت‌های پیانو، نُت‌های چاپ‌شده هم فروش قابل توجهی داشتند. گرشوین تا زمان مرگش در سال ۱۹۳۷ بیش از ۲۵۰٬۰۰۰ دلار از این قطعه درآمد داشت.
این قطعه را فرد گروفه، سه بار در سال‌های ۱۹۲۴، ۱۹۲۶ و ۱۹۴۲ اجرا کرده‌است.